# Cubicles
«Cubicles» es la décima pista del disco I brought you my bullets, you brought me your love de My Chemical Romance, publicado en 2002.

## Significado
Esta canción es acerca de la obsesión y el rechazo. El grupo utilizó los cubículos como una metáfora para cualquier situación en la que todos los días aparece él mismo y la chica, él se enamora de ella. 
"It's the tearing sound of love-notes, casting out the gray stained windows" (Es el sonido rasgado de las notas de amor, que se echan fuera por las ventanas manchadas de gris). 
Esto significa que él escribe notas a su pareja, pero tiene miedo a entregárselas, por lo que las arroja a una ventana. Básicamente, la canción es acerca del amor de alguien que él ve todos los días, pero ella no se da cuenta de que existe, y al ver que su amor no es correspondido él piensa que morirá solo "Sometimes I think I'll die alone" (algunas veces pienso que moriré solo). Gerard Way dijo que jamás cantaría esta canción en vivo, ya que le traía muy malos recuerdos.